# Mamuka I Xarvaixidze
Mamuka I Xarvaixidze (Manuixihr Beg) fou príncep d'Abkhàzia des de la meitat del segle xviii fins al 1757.
Era fill de Hamid Beg Xarvaixidze, i el va succeir a la seva mort. El 1757 el soldà otomà el va deposar i va annexar el país, però dos fills es van revoltar.
Va deixar tres fills: Mamuka II Xarvaixidze (Manuixihr Beg) que va ser príncep d'Abkhàzia el 1757 rebel·lat contra Turquia; Xirvan Beg Xarvaixidze, desheretat pel seu pare i germans, va entrar al servei de Turquia i va a arribar a alts càrrecs i va obtenir la senyoria de Xuasopeli; i Zurab Xarvaixidze (Suraba Beg) que va ser príncep d'Abkhàzia cap al 1770.